# Kevin De Bruyne
Kevin De Bruyne (pronunție în neerlandeză [də ˈbrœy̆nə]; n. 28 iunie 1991, Drongen⁠(d), Flandra, Belgia) este un fotbalist belgian, care joacă pe post de mijlocaș la Napoli în Serie A. Pe plan internațional, are prezențe la națională pentru Belgia, Belgia U18⁠(d), Belgia U19⁠(d) și Belgia U21⁠(d).
Considerat drept unul dintre cei mai buni mijlocași din toate timpurile și unul dintre cei mai mari jucători din istoria Premier League, este cunoscut pentru pasele, tehnica, șuturile și jocul său.

## Cariera de fotbalist
După ce și-a petrecut cea mai mare parte a carierei de tineret la KAA Gent, De Bruyne și-a început cariera profesionistă la Genk, unde a fost jucător titular când au câștigat Liga Pro Belgiană în 2010-11. În 2012, s-a alăturat clubului englez Chelsea, unde a fost folosit cu moderație, apoi a fost împrumutat la Werder Bremen. A semnat cu Wolfsburg pentru 18 milioane de lire sterline în 2014, impunându-se ca unul dintre cei mai buni jucători din Bundesliga și a jucat un rol esențial în victoria clubului în DFB-Pokal în 2014-15. În vara anului 2015, De Bruyne s-a alăturat lui Manchester City pentru o sumă record de 54 de milioane de lire sterline la momentul respectiv. De atunci, a câștigat Liga Campionilor UEFA, șase titluri în Premier League, cinci Cupe ale Ligii și două FA Cup. În sezonul 2017–18, a jucat un rol semnificativ în transformarea lui City în singura echipă din Premier League care a atins 100 de puncte într-un singur sezon de campionat. În sezonul 2019–20, De Bruyne a egalat recordul pentru cele mai multe pase decisive într-un sezon din Premier League și a fost numit Jucătorul Sezonului, premiu pe care l-a câștigat pentru a doua oară în sezonul 2021–22. A fost din nou puternic implicat în sezonul 2022–23, Manchester City obținând tripla continentală în cel mai de succes sezon al clubului de până acum.
De Bruyne și-a făcut debutul internațional în 2010 și de atunci a jucat peste 100 de ori, marcând 30 de goluri pentru Belgia. A fost membru al lotului belgian care a ajuns în sferturile de finală atât la Campionatul Mondial de Fotbal 2014, cât și la Euro 2016. De Bruyne a fost inclus în Echipa de Vis a Campionatului Mondial de Fotbal 2018, Belgia terminând pe locul trei, participând și la Euro 2020, Campionatul Mondial de Fotbal 2022 și Euro 2024.
De Bruyne a fost inclus în Lotul Sezonului din Liga Campionilor UEFA și în Echipa Mondială Masculină IFFHS de șase ori, în Echipa Anului ESM și în FIFA FIFPRO World 11 de cinci ori, în Echipa Anului UEFA de trei ori și în Echipa Mondială France Football World XI și în Echipa Anului Bundesliga câte o dată. De asemenea, a câștigat premiul pentru jucătorul sezonului în Premier League de trei ori, premiul pentru jucătorul anului în cadrul PFA de două ori, premiul pentru jucătorul anului în echipa Manchester City de patru ori, premiul pentru mijlocașul sezonului în UEFA Champions League, premiul pentru jucătorul anului în Bundesliga, premiul pentru fotbalistul anului (Germania), premiul pentru sportivul belgian al anului și premiul pentru cel mai bun jucător din lume de către IFFHS de câte trei ori fiecare. A fost nominalizat de mai multe ori la prestigiosul premiu Balonul de Aur, terminând pe locul trei în ediția din 2022 și pe locul patru în 2023.

## Statistici

### Club
La 25 mai 2025.
| Club                     | Sezon         | Campionat      | Campionat | Campionat | Cupă    | Cupă   | Cupa Ligii | Cupa Ligii | Europa  | Europa | Altele  | Altele | Total   | Total  | Ref.          |
| Club                     | Sezon         | Divizie        | Meciuri   | Goluri    | Meciuri | Goluri | Meciuri    | Goluri     | Meciuri | Goluri | Meciuri | Goluri | Meciuri | Goluri | Ref.          |
| ------------------------ | ------------- | -------------- | --------- | --------- | ------- | ------ | ---------- | ---------- | ------- | ------ | ------- | ------ | ------- | ------ | ------------- |
| Genk                     | 2008–09       | Pro League     | 2         | 0         | 0       | 0      | —          | —          | —       | —      | —       | —      | 2       | 0      | [ 12 ] [ 13 ] |
| Genk                     | 2009–10       | Pro League     | 35        | 3         | 2       | 0      | —          | —          | 2       | 0      | 1       | 0      | 40      | 3      | [ 12 ] [ 13 ] |
| Genk                     | 2010–11       | Pro League     | 32        | 5         | 0       | 0      | —          | —          | 3       | 1      | 0       | 0      | 35      | 6      | [ 12 ] [ 13 ] |
| Genk                     | 2011–12       | Pro League     | 28        | 8         | 1       | 0      | —          | —          | 6       | 0      | 1       | 0      | 36      | 8      | [ 12 ] [ 13 ] |
| Genk                     | Total         | Total          | 97        | 16        | 3       | 0      | —          | —          | 11      | 1      | 2       | 0      | 113     | 17     | —             |
| Werder Bremen (împrumut) | 2012–13       | Bundesliga     | 33        | 10        | 1       | 0      | —          | —          | —       | —      | —       | —      | 34      | 10     | [ 14 ]        |
| Chelsea                  | 2013–14       | Premier League | 3         | 0         | 0       | 0      | 3          | 0          | 3       | 0      | —       | —      | 9       | 0      | [ 12 ]        |
| Wolfsburg                | 2013–14       | Bundesliga     | 16        | 3         | 2       | 0      | —          | —          | —       | —      | —       | —      | 18      | 3      | [ 15 ]        |
| Wolfsburg                | 2014–15       | Bundesliga     | 34        | 10        | 6       | 1      | —          | —          | 11      | 5      | —       | —      | 51      | 16     | [ 16 ]        |
| Wolfsburg                | 2015–16       | Bundesliga     | 1         | 0         | 1       | 1      | —          | —          | —       | —      | 1       | 0      | 3       | 1      | [ 12 ]        |
| Wolfsburg                | Total         | Total          | 51        | 13        | 9       | 2      | —          | —          | 11      | 5      | 1       | 0      | 72      | 20     | —             |
| Manchester City          | 2015–16       | Premier League | 25        | 7         | 1       | 1      | 5          | 5          | 10      | 3      | —       | —      | 41      | 16     | [ 12 ]        |
| Manchester City          | 2016–17       | Premier League | 36        | 6         | 5       | 0      | 1          | 0          | 7       | 1      | —       | —      | 49      | 7      | [ 12 ]        |
| Manchester City          | 2017–18       | Premier League | 37        | 8         | 3       | 1      | 4          | 2          | 8       | 1      | —       | —      | 52      | 12     |               |
| Manchester City          | 2018–19       | Premier League | 19        | 2         | 4       | 2      | 5          | 2          | 4       | 0      | 0       | 0      | 32      | 6      |               |
| Manchester City          | 2019–20       | Premier League | 35        | 13        | 2       | 1      | 3          | 0          | 7       | 2      | 1       | 0      | 48      | 16     |               |
| Manchester City          | 2020–21       | Premier League | 25        | 6         | 3       | 1      | 4          | 0          | 8       | 3      | —       | —      | 40      | 10     |               |
| Manchester City          | 2021–22       | Premier League | 30        | 15        | 3       | 1      | 2          | 1          | 10      | 2      | 0       | 0      | 44      | 19     |               |
| Manchester City          | 2022–23       | Premier League | 32        | 7         | 4       | 1      | 2          | 0          | 10      | 2      | 1       | 0      | 49      | 10     |               |
| Manchester City          | 2023–24       | Premier League | 18        | 4         | 5       | 0      | 0          | 0          | 2       | 2      | 1       | 0      | 26      | 6      |               |
| Manchester City          | 2024–25       | Premier League | 28        | 4         | 4       | 2      | 0          | 0          | 7       | 0      | 1       | 0      | 40      | 6      |               |
| Manchester City          | Total         | Total          | 285       | 72        | 34      | 10     | 26         | 10         | 73      | 16     | 4       | 0      | 422     | 108    |               |
| Total carieră            | Total carieră | Total carieră  | 470       | 111       | 47      | 12     | 29         | 10         | 98      | 22     | 7       | 0      | 651     | 155    |               |

Note
1. ↑  Include play-off-urile din Belgian Pro League
2. ↑  Include Supercupa Belgiei și Supercupa Germaniei

1. 1 2 3 4 5 6 7 8  Meciuri în UEFA Champions League
2. 1 2 3 4  Meci în FA Community Shield